# Pralina
Una pralina (in francese praline) è un cioccolatino formato da una mandorla rivestita di zucchero o cioccolato. In Belgio è un cioccolatino con ripieno.

## Storia
La pralina francese nacque a Montargis nel 1671 e fu creata da Clément Jaluzot, cuoco del conte di Plessis-Praslin, César de Choiseul. Si trattava di una semplice noce avvolta nello zucchero fuso, ma ebbe un tale successo che Jaluzot aprì un piccolo negozio per vendere la sua creazione, il Au Duc de Praslin, aggiungendo poi le varianti con nocciole e mandorle. In Francia esiste anche la praline rose, la cui origine resta un mistero. Quello che è certo, è che la sua diffusione si deve a Françoise Guillaud, moglie del pasticcere di Saint-Genix-sur-Guiers, un piccolo villaggio vicino a Lione, che la rese celebre spolverandone una torta nel 1880. Il dolce prese il nome del villaggio e divenne famoso con il nome di Gâteau saint Genix.
La pralina belga è molto diversa e fu creata da Jean Neuhaus Jr. nel 1912. Il nonno farmacista ebbe nel 1857 l'idea di avvolgere le medicine, che avevano un cattivo sapore, nel cioccolato per renderne l'assunzione più gradevole. Fu tuttavia il nipote che ebbe l'idea di sostituire il prodotto farmaceutico con delle creme, creando così la prima praline  belga. Neuhaus è diventata in seguito fornitore della corte del Belgio. Il nome in questo caso deriva dal termine francese pralinage una pratica agricola che consisteva nell'avvolgere radici o semi in un impasto fatto di terra e concime, per facilitarne la germinazione.